# لیلیت (نقاشی)

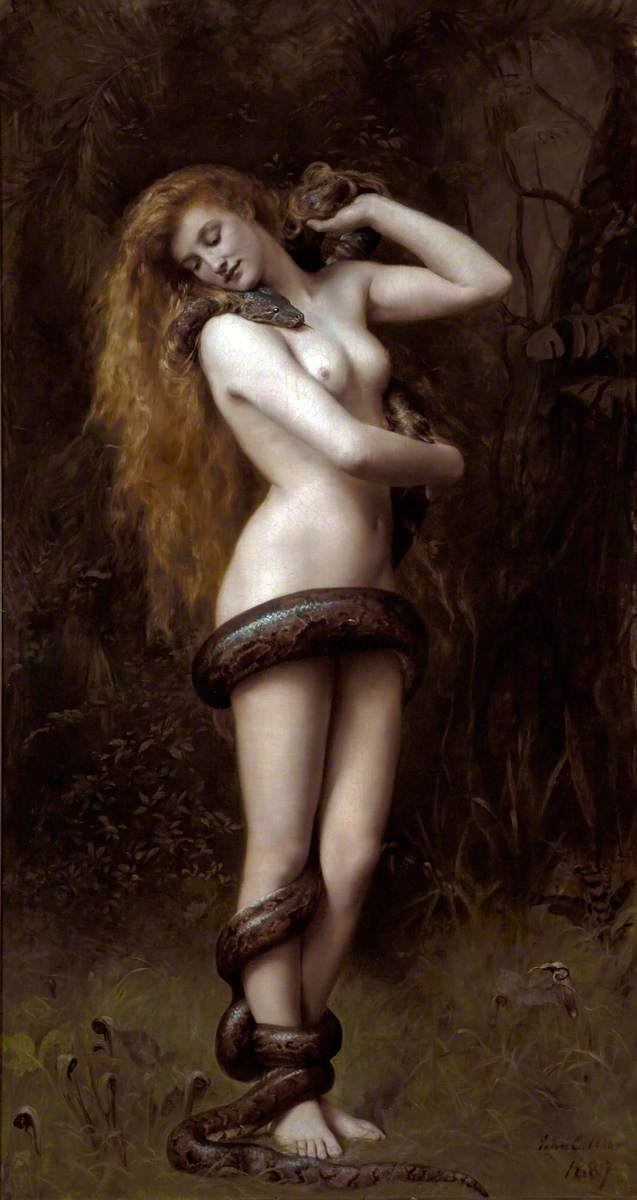
لیلیت (۱۸۸۷) اثر جان کالیر

لیلیت (به انگلیسی: Lilith) یک نقاشی اثر جان کالیر است که به سبک انجمن برادری پیشارافائلی آثار هنری خو را خلق می‌کرد. این نقاشی که لیلیت، موجودی افسانه‌ای در یهودیت، را به‌تصویر می‌کشد، در گالری آتکینسون در ساوت‌پورت نگهداری می‌شود.